# العلاقات الساموية الموريتانية
العلاقات الساموية الموريتانية هي العلاقات الثنائية التي تجمع بين ساموا وموريتانيا.

## مقارنة بين البلدين
هذه مقارنة عامة ومرجعية للدولتين:
| وجه المقارنة                                              | ساموا                        | موريتانيا                 |
| --------------------------------------------------------- | ---------------------------- | ------------------------- |
| المساحة (كم2)                                             | 2.84 ألف                     | 1.03 مليون                |
| عدد السكان (نسمة)                                         | 196.44 ألف                   | 4.42 مليون                |
| الكثافة السكانية (ن./كم²)                                 | 69.17                        | 4.29                      |
| العاصمة                                                   | أبيا                         | نواكشوط                   |
| اللغة الرسمية                                             | لغة إنجليزية، اللغة الساموية | اللغة العربية، لغة فرنسية |
| العملة                                                    | تالا ساموي                   | أوقية موريتانية، أوقية ‏   |
| الناتج المحلي الإجمالي (بليون دولار)                      | 856.63 مليون                 | 5.02 مليار                |
| الناتج المحلي الإجمالي (تعادل القوة الشرائية) بليون دولار | 1.15 مليار                   |                           |
| الناتج المحلي الإجمالي الاسمي للفرد دولار أمريكي          | 3.94 ألف                     |                           |
| الناتج المحلي الإجمالي للفرد دولار أمريكي                 | 5.79 ألف                     | 3.91 ألف                  |
| مؤشر التنمية البشرية                                      | 0.702                        | 0.506                     |
| رمز المكالمات الدولي                                      | +685                         | +222                      |
| رمز الإنترنت                                              | .ws                          | .mr                       |
| المنطقة الزمنية                                           | ت ع م+13:00                  | 00                        |

## منظمات دولية مشتركة
يشترك البلدان في عضوية مجموعة من المنظمات الدولية، منها:
| علم المنظمة | اسم المنظمة                                 | تاريخ انضمام ساموا | تاريخ انضمام موريتانيا |
| ----------- | ------------------------------------------- | ------------------ | ---------------------- |
|             | وكالة ضمان الاستثمار متعدد الأطراف          | 27 سبتمبر 2002     | 8 سبتمبر 1992          |
|             | منظمة الشرطة الجنائية الدولية               | ?                  | ?                      |
|             | مجموعة دول أفريقيا والكاريبي والمحيط الهادئ | ?                  | ?                      |
|             | منظمة حظر الأسلحة الكيميائية                | ?                  | ?                      |
|             | منظمة التجارة العالمية                      | ?                  | 31 مايو 1995           |
|             | الأمم المتحدة                               | 15 ديسمبر 1976     | 27 أكتوبر 1961         |
|             | مؤسسة التمويل الدولية                       | 28 يونيو 1974      | 29 ديسمبر 1967         |
|             | يونسكو                                      | 3 أبريل 1981       | 10 يناير 1962          |
|             | مؤسسة التنمية الدولية                       | 28 يونيو 1974      | 10 سبتمبر 1963         |
|             | البنك الدولي للإنشاء والتعمير               | 28 يونيو 1974      | 10 سبتمبر 1963         |
|             | المركز الدولي لتسوية المنازعات الاستشارية   | 25 مايو 1978       | 14 أكتوبر 1966         |
|             | الاتحاد البريدي العالمي                     | ?                  | ?                      |
|             | الاتحاد الدولي للاتصالات                    | 7 أكتوبر 1988      | 18 أبريل 1962          |